# Szent Márton-katedrális (Utrecht)
Az utrechti Szent Márton-katedrális és a dómtorony francia gótikus stílusban épült 1254-től. Az ország legmagasabb temploma. A katedrálist Szent Mártonnak szentelték fel. 1580 óta református templom. A tornya 112 méter magas, 1321-től 1382-ig építették. Adalbold Dómként is ismerik az épületet, 1253-ban leégett. Hendrik van Vianen püspök vezetésével 1254-ben újra megnyitották az építkezést, a mai gótikus stílusú formáját ezután nyerte el. A gótikus székesegyház építését a 16. században is folytatták.
600 körül alapították az első katedrálist Utrechtben. Szent Mártonnak szentelték fel, de hamarosan lerombolták egy támadás során a templom egy részét.
A templomot lerombolták, majd tűzvész pusztította, később újra átépítették. A templom román stílusban épült, 1023-ban szentelték fel.
Utrecht városa egy fontos pontja volt a Nyugat-Római Birodalomnak, különösebben szoros kapcsolatok fűzték az uralkodói Száli-házhoz. 2004-ben 750 évvel a templom építésének kezdete után az elpusztított részeket átmenetileg újjáépítették.